# Angel-A
Angel-A este un film fantastic de dramă romantică francez din 2005, regizat Luc Besson, cu Jamel Debbouze și Rie Rasmussen în rolurile principale.